# Gobiopterus stellatus
Gobiopterus stellatus är en fiskart som först beskrevs av Herre 1927.  Gobiopterus stellatus ingår i släktet Gobiopterus och familjen smörbultsfiskar. IUCN kategoriserar arten globalt som otillräckligt studerad. Inga underarter finns listade i Catalogue of Life.